# Campylaspis holthuisi
Campylaspis holthuisi är en kräftdjursart som beskrevs av Mihai Bacescu och Petrescu 1989. Campylaspis holthuisi ingår i släktet Campylaspis och familjen Nannastacidae. Inga underarter finns listade i Catalogue of Life.